# Stilo
Stilo é uma comuna italiana da região da Calábria, província de Reggio Calabria, com cerca de 2.813 habitantes. Estende-se por uma área de 78 km² e tem 2 813 habitantes (densidade: 36,1 hab./km²). Faz fronteira com Bivongi, Brognaturo (VV), Camini, Guardavalle (CZ), Monasterace, Mongiana (VV), Nardodipace (VV), Pazzano, Serra San Bruno (VV), Spadola (VV), Stignano.

## Demografia
| Variação demográfica do município entre 1861 e 2011                               |
|                                                                                   |
| Fonte: Istituto Nazionale di Statistica (ISTAT) - Elaboração gráfica da Wikipedia |